# Maja e Strellcit
Maja e Strellcit (albanska: Strellc i Epërm) är ett berg i Kosovo. Det ligger i den västra delen av landet, 80 km väster om huvudstaden Priština. Toppen på Maja e Strellcit är 2 365 meter över havet, eller 225 meter över den omgivande terrängen. Bredden vid basen är 2,7 km.
Terrängen runt Maja e Strellcit är bergig västerut, men österut är den kuperad. Runt Maja e Strellcit är det ganska tätbefolkat, med 222 invånare per kvadratkilometer. Närmaste större samhälle är Pejë, 8,3 km nordost om Maja e Strellcit. Omgivningarna runt Maja e Strellcit är en mosaik av jordbruksmark och naturlig växtlighet.